# Extração lenticular com pequena incisão
Extração Lenticular com Pequena Incisão ou SMILE (Small Incision Lenticule Extraction em inglês) é um procedimento refrativo relativamente novo, o qual foi criado para tratar diversos erros refrativos, como a miopia, hipermetropia, presbiopia e astigmatismo. O procedimento envolve o uso do laser de femtosegundo para criar uma lentícula dentro da córnea que é extraída a partir de uma pequena incisão, sem a necessidade do laser excimer. Tal técnica tem efeitos similares aos da Ceratomileuse Local Assistida por Laser ou LASIK (Laser-Assisted In Situ Keratomileusis em inglês) com resultados finais pós-operatórios excelentes.

## Histórico
Com início em 2007, o método de lentícula intraestromal foi introduzido como uma alternativa ao LASIK e era chamado de Extração Lenticular com Laser de Femtosegundo ou FLEx (Femtosecond Lenticule Extraction em inglês), cujo foco era atender pacientes com miopia muito elevada. Depois de melhoras nos modos de varredura e nos parâmetros energéticos, melhores tempos de recuperação visual foram observados, com resultados refrativos similares aos do LASIK. Após a implementação do FLEx, um procedimento denominado Extração Lenticular com Pequena Incisão (SMILE) foi desenvolvido, envolvendo uma pequena incisão entre 2 e 3 mm para permitir a extração de uma lentícula de dentro da córnea sem a necessidade de criar um flap (espécie de aba na córnea para aplicação de laser excimer no estroma córneo).
Apesar de os cirurgiões ainda estarem em fase inicial de aceitação do método, a técnica SMILE alcança efeitos similares aos do LASIK, mas com alguns benefícios, como uma recuperação mais rápida do olho seco pós-operatório, reinervação (volta à atividade dos nervos) da córnea e uma potencial vantagem biomecânica. O começo do desenvolvimento desse procedimento se deu em setembro de 2011 e se estabeleceu em várias localidades, como na Europa, China e Índia. O teste clínico nos EUA começou em junho de 2012 e foi expandido pelo FDA (Food and Drug Administration em inglês), que é o Departamento de Saúde e Serviços Humanos dos Estados Unidos, após sinais iniciais de sucesso em alguns pacientes. Até fevereiro de 2014, 255 pacientes foram tratados em cinco centros nos Estados Unidos e, além do país, existem 150 centros em um total de 38 países que realizam o procedimento. Então, no início de 2017 o FDA aprovou o uso do procedimento SMILE e o Dr. Jon G. Dishler do Instituto Dishler de Laser (the Dishler Laser Institute em inglês) tronou-se o primeiro a realizar tal técnica em uma paciente nos Estados Unidos em 3 de março de 2017.
No caso do Brasil, o SMILE começou a ser realizado em 2013, com crescente aceitação dos cirurgiões, bem como interesse por pacientes.

## Técnica Cirúrgica e Procedimento Histórico
Durante o procedimento do SMILE, o paciente é erguido até o suporte de contato do laser de femtosegundo e as portas de sucção são ativadas para manter o olho do paciente fixado na posição correta enquanto a lentícula é criada. A interface inferior da lentícula intraestromal é criada primeiro, usando o laser na direção de fora para dentro com o laser para maximizar o tempo sem enevoar a visão central do paciente, e depois há a criação da interface superior da lentícula, também conhecida como “capa”, usando agora o laser na direção de dentro para fora. Então, é feita uma incisão de 2 a 3 mm, geralmente temporal superior, que liga a interface da capa à superfície da córnea. Para evitar quaisquer efeitos indesejáveis na córnea, como nebulosidade, tanto a interface inferior quanto a superior são criadas a partir do lado endotelial até o lado epitelial da córnea. O paciente então passa pelo microscópio cirúrgico para a separação da lentícula e para a sua extração. As camadas da lentícula são delineadas e ela é retirada da córnea com um microfórceps de retina, ou ela pode ser extraída diretamente da bolsa corneana com as versões mais recentes do separador de lentícula, um dos vários instrumentos desenvolvidos especificamente para o procedimento SMILE.
Quando se planeja o tratamento, o cirurgião pode levar em consideração os seguintes parâmetros: a espessura da capa, o diâmetro da capa, o ângulo lateral da capa, a correção refrativa, o diâmetro da lentícula (zona óptica), o ângulo lateral da lentícula e a espessura mínima da lentícula (para que a interface inferior da lentícula possa ser facilmente diferenciada da interface superior).

## Resultados
A eficácia e a segurança do SMILE são objeto de estudo em algumas pesquisas. Conforme o Jornal de Catarata e Cirurgia Refrativa (JCRS do inglês Journal of Cataract & Refractive Surgery) dos Estados Unidos, cientistas do Centro Nacional de Olhos de Cingapura (Singapore National Eye Centre em inglês) e do Instituto de Pesquisa Ocular de Cingapura (Singapore Eye Research Institute) descobriram que, em um grupo com 88 olhos em 2014, 95,5% deles estavam mais ou menos a 1 dioptria (±1.00 D) da correção desejada e 78,4% estavam quase a 0,5 dioptria (±0.50 D) da correção desejada. Além disso, atestou-se que a acuidade visual à distância não corrigida (UDVA do inglês Uncorrected Visual Distance Acuity) de 20/40 ou melhor foi vista em 100% dos olhos 3 meses depois da cirurgia e 76,5% deles estavam com acuidade de 20/20 ou melhor em até 12 meses depois da cirurgia.
Ademais, foi determinado que não houve diferença significante entre a eficácia, a previsibilidade ou a segurança de olhos com baixos ou altos graus (com -5.00 D ou mais) de miopia, salientando a ampla gama de casos que esse procedimento tem o potencial de aperfeiçoar. Por outro lado, como a incisão é mínima, há a possibilidade de outros tratamentos serem realizados após o SMILE, uma vez que a córnea é mantida quase que intacta após o procedimento. Outra probabilidade que está sendo examinada é o uso de lentícula para ser reimplantada depois de ter sido criopreservada, o que já foi realizado com sucesso em coelhos.

## Complicações
É incomum encontrar relatos de complicações que ocorreram durante o procedimento SMILE, corroborando sua segurança e previsibilidade. Estudos usando o SMILE identificaram abrasões epiteliais, pequena quantidade de lágrimas para cobertura ocular na região da incisão e capas perfuradas em alguns casos, mas nenhum dos pacientes com esses efeitos iniciais teve sintomas visuais posteriores. A perda de sucção durante a parte do laser de femtosegundo do procedimento é uma das complicações primárias do SMILE e parece ser um fator difícil para definir os cuidados que se aplicam à maioria ou a todos os casos. Ainda que seja realmente incomum, um estudo mostrou que na maioria dos casos (81,8%) em que a perda de sucção ocorria foi possível ser reaplicado na mesma configuração.
Resultados visuais e refrativos depois da aplicação do SMILE:
| Estudo           | Olhos | Acompanhamento | Refração Equivalente Esférica (SEQ) Pré-operatória (em dioptrias) | Refração Equivalente Esférica (SEQ) Pós-operatória (em dioptrias) | ± 0.50 Dioptrias | Acuidade Visual à Distância Corrigida (CDVA) 20/20 no Pré-operatório | Acuidade Visual à Distância Não Corrigida (UDVA) 20/20 ou melhor no Pós-operatório |
| ---------------- | ----- | -------------- | ----------------------------------------------------------------- | ----------------------------------------------------------------- | ---------------- | -------------------------------------------------------------------- | ---------------------------------------------------------------------------------- |
| Sekundo 2011     | 91    | 6 meses        | -4.75 ± 1.56                                                      | -0.01 ± 0.49                                                      | 80%              | –                                                                    | 84%                                                                                |
| Shah 2011        | 51    | 6 meses        | 4.87 ± 2.16                                                       | +0.03 ± 0.30                                                      | 91%              | 67%                                                                  | 62%                                                                                |
| Shah 2011        | 51    | 6 meses        | -1.75 até -10.00                                                  | -0.75 até +0.75                                                   | 91%              | 67%                                                                  | 62%                                                                                |
| Vestergaard 2012 | 127   | 3 meses        | -7.18 ± 1.57                                                      | -0.09 ± 0.45                                                      | 77%              | –                                                                    | 37%                                                                                |
| Vestergaard 2012 | 127   | 3 meses        | -1.63 até -11.50                                                  | -1.63 até +1.38                                                   | 77%              | –                                                                    | 37%                                                                                |
| Hjortdal 2012    | 670   | 3 meses        | -7.19 ± 1.30                                                      | -0.25 ± 0.44                                                      | 80%              | 88%                                                                  | 61%                                                                                |
| Hjortdal 2012    | 670   | 3 meses        | -1.63 até -9.88                                                   | -2.13 até +1.38                                                   | 80%              | 88%                                                                  | 61%                                                                                |
| Wang 2013        | 88    | 3 meses        | –                                                                 | -0.11 ± 0.29                                                      | –                | –                                                                    | 100%                                                                               |
| Kamiya 2014      | 26    | 6 meses        | -4.21 ± 1.63                                                      | +0.01                                                             | 100%             | 100%                                                                 | 96%                                                                                |
| Kamiya 2014      | 26    | 6 meses        | -1.25 até -8.25                                                   | +0.01                                                             | 100%             | 100%                                                                 | 96%                                                                                |
| Sekundo 2014     | 54    | 1 ano          | -4.68 ± 1.29                                                      | -0.19 ± 0.19                                                      | 92%              | 98%                                                                  | 88%                                                                                |
| Sekundo 2014     | 54    | 1 ano          | -2.00 até -9.00                                                   | -1.00 até +0.50                                                   | 92%              | 98%                                                                  | 88%                                                                                |
| Agca 2014        | 40    | 1 ano          | -4.03 ± 1.61                                                      | -0.33 ± 0.25                                                      | 95%              | –                                                                    | 65%                                                                                |
| Lin 2014         | 60    | 3 meses        | -5.13 ± 1.75                                                      | -0.09 ± 0.38                                                      | –                | –                                                                    | 85%                                                                                |
| Lin 2014         | 60    | 3 meses        | -1.75 até -7.75                                                   | -1.25 até +0.75                                                   | –                | –                                                                    | 85%                                                                                |
| Ang 2014         | 35    | 3 meses        | -5.84 ± 2.12                                                      | +0.16 ± 0.42                                                      | 86%              | –                                                                    | 66%                                                                                |
| Ang 2014         | 14    | 6 meses        | -5.84 ± 2.12                                                      | +0.08 ± 0.73                                                      | 64%              | –                                                                    | 50%                                                                                |
| Ang 2014         | 17    | 1 ano          | -5.84 ± 2.12                                                      | +0.10 ± 0.37                                                      | 88%              | –                                                                    | 77%                                                                                |

O resto dos casos de perda de sucção foram frustrados, apesar de que deve-se notar que todos os casos envolvendo perda de sucção apresentaram um número significante de pacientes que alcançaram uma acuidade visual à distância não corrigida (UDVA do inglês Uncorrected Visual Distance Acuity) dentro da margem de tentativa de correção. Já que é feita uma pequena incisão de 2 a 3 mm no lugar de fazer um “flap” inteiro, a ruptura dos nervos da córnea é mínima em comparação ao LASIK. Isso coincide com a baixa ocorrência de olho seco pós-operatório e estudos mostraram um aumento de fato na reinervação (volta à atividade dos nervos nas funções orgânicas) da córnea depois do tratamento. Um estudo publicado no Jornal de Cirurgia Refrativa (Journal of Refractive Surgery em inglês) dos Estados Unidos comparou parâmetros de olho seco entre o SMILE e o LASIK, e demonstrou-se que todos os parâmetros eram piores no início do período pós-operatório para ambos os grupos, mas que o grupo do SMILE mostrou melhores resultados em tempo de ruptura de lágrimas, no questionário de McMonnies e no teste de Schirmer, sendo que os dois últimos consistem em testes para avaliar o risco de aquisição da síndrome de olho seco. Essas descobertas coincidem com conclusão semelhantes de outro estudo publicado no jornal Oftalmologia (Ophthalmology em inglês) pertencente à Academia Americana de Oftalmologia, que encontrou altas taxas de sintomas de olho seco para ambos os procedimentos em até um mês após a cirurgia, mas depois de 6 meses da cirurgia, 80% dos pacientes que passaram pela técnica SMILE não usavam mais qualquer tipo de colírio em contraste com os somente 57% dos pacientes que usaram o método LASIK.

## Conclusões
O procedimento SMILE parece uma promissora alternativa ao LASIK em alguns casos, ainda que esteja em suas fases iniciais. Dado que sua técnica não usa o flap e os resultados parecem ser similares aos do LASIK, ele pode oferecer as mesmas possibilidades correcionais com potenciais benefícios de recuperação mais rápida do olho seco pós-operatório, de reinervação (ou reativação dos nervos) da córnea mais acelerada e vantagens biomecânicas. Realmente, esse procedimento pode ser uma opção mais viável para alguns pacientes, devido à sua técnica minimamente invasiva e resultados promissores.